# Killing Me Softly with His Song
Killing Me Softly with His Song is een nummer van de Amerikaanse zangeres Lori Lieberman uit 1972. Het nummer is vooral bekend geworden toen Roberta Flack in 1973 een cover uitbracht. In de Amerikaanse Billboard Hot 100 wist haar versie de nummer 1-positie te behalen, in de Nederlandse Top 40 de 3e en in de Vlaamse Radio 2 Top 30 de 17e. Flack kreeg een Grammy voor de single.
Het idee voor het nummer ontstond nadat zangeres Lori Lieberman een optreden van Don McLean had bijgewoond, waarbij hij een lied ten gehore had gebracht dat naar haar gevoel precies verwoordde wat ze zelf kort daarvoor had meegemaakt. Het trof haar recht in haar ziel, en ze schreef er diezelfde avond een gedicht over. "It just killed me", zei ze later in een tv-interview. Ze bood de tekst vervolgens aan aan producers. Schrijvers Norman Gimbel en Charles Fox maakten er voor Lieberman een lied van en wijzigden de titel in Killing Me Softly. Roberta Flack hoorde het liedje en was meteen verkocht. Ze werkte drie maanden aan het nummer en maakte wat aanpassingen.

## NPO Radio 2 Top 2000
| Nummer met noteringen in de NPO Radio 2 Top 2000 | '99 | '00  | '01  | '02  | '03  | '04  | '05 | '06 | '07  | '08  | '09  | '10  | '11  | '12  | '13  | '14-'17 | '18  |
| ------------------------------------------------ | --- | ---- | ---- | ---- | ---- | ---- | --- | --- | ---- | ---- | ---- | ---- | ---- | ---- | ---- | ------- | ---- |
| Killing Me Softly with His Song (Roberta Flack)  | 426 | 1026 | 1155 | 1118 | 1046 | 1144 | 981 | 986 | 1616 | 1148 | 1481 | 1047 | 1390 | 1457 | 1541 | -       | 1596 |

1. ↑  Een '-' betekent dat het nummer niet was genoteerd en een vetgedrukt getal geeft de hoogste notering aan.
2. ↑  Deze tabel is bijgewerkt tot en met de laatste editie (2024).

## Fugees
In 1996 maakte de Amerikaanse r&b/hiphopsoul-groep Fugees een cover van het nummer van Roberta Flack, genaamd Killing Me Softly. Het was de tweede single van hun tweede studioalbum The Score.
Fugees-lid Pras Michel kwam met het idee om de cover uit te brengen. Aanvankelijk wilde de groep ook de tekst aanpassen om het anti-drugs en anti-armoede te maken, maar Norman Gimbel en Charles Fox, die het origineel schreven, waren het daar niet mee eens en hebben het tegengehouden.
De versie van de Fugees werd een wereldwijde hit, en was nog succesvoller dan het origineel. In de Amerikaanse Billboard Hot 100 haalde het de 2e positie. Buiten Noord-Amerika en Spanje stond het nummer wereldwijd op de eerste positie, ook in de Nederlandse Top 40 en de Vlaamse Ultratop 50.
Toen het nummer in de Nederlandse Top 40 stond, maakte de Nederlandse gelegenheidsformatie De Foetsie's (waarvan de naam ook gebaseerd is op die van de Fugees) een Nederlandstalige parodie op het nummer, genaamd Hij maakte me gek (Met z'n vingers) en werd Alarmschijf.

### Nederlandse Top 40
| Nummer | 12 | 1 | 1 | 1 | 1 | 1 | 1 | 2 | 2 | 3 | 7 | 12 | 16 | 30 | 33 | uit |

### Vlaamse Ultratop 50
| Nummer | 15 | 3 | 1 | 1 | 1 | 1 | 1 | 1 | 1 | 1 | 2 | 2 | 5 | 9 | 16 | 18 | 24 | 31 | 42 | 47 | uit |

### NPO Radio 2 Top 2000
| Nummer met noteringen in de NPO Radio 2 Top 2000 | '10  | '11  | '12  | '13  | '14  | '15  | '16  | '17  | '18  | '19  | '20  | '21  | '22  | '23  | '24  |
| ------------------------------------------------ | ---- | ---- | ---- | ---- | ---- | ---- | ---- | ---- | ---- | ---- | ---- | ---- | ---- | ---- | ---- |
| Killing Me Softly (Fugees)                       | 1643 | 1872 | 1815 | 1697 | 1911 | 1937 | 1728 | 1631 | 1452 | 1489 | 1275 | 1280 | 1420 | 1425 | 1470 |

1. ↑  Een vetgedrukt getal geeft de hoogste notering aan.
2. ↑  2010 was het eerste jaar met een notering voor dit nummer.

## Andere covers
In 1973 nam Perry Como het nummer op met de titel Killing Me Softly With Her Song voor het album And I Love You So.